# 神明竜平
神明 竜平（しんめい りゅうへい、1988年 - ）は、日本の著作家。別名をしんめいP。

## 概要
大阪府出身。東京大学法学部卒業。
大学卒業後はDeNAに入社して、新卒から年収500万円で海外向けのゲーム製作に携わっていたが、退社して鹿児島県に移住。年収500万円だった頃の方が幸福度は低かったという。金を持たない生活になって人の優しさに気付く。鹿児島県での家賃はほぼ無料で、家財道具や食料などは全て近所の人に分けてもらって生活。結婚しているが妻とは別に過ごす。長島町の地域おこし協力隊に就任して、N高等学校と提携した長島大陸Nセンターを設立する。
教育事業を退職してからは芸人になりR-1グランプリに出場するが1回戦で敗退して引退して無職になる。この頃に離婚する。それから引きこもりになっていたときに東洋哲学に出会い衝撃を受ける。
2024年4月に『自分とか、ないから。教養としての東洋哲学』を出版。2024年10月には10万部を突破して、京都文化博物館で記念したトークショーを開く。2025年1月には18万部を突破して、啓文堂書店ビジネス書大賞を受賞。